# Lecidea atrobrunnea
Lecidea atrobrunnea är en lavart som först beskrevs av Ramond, Lam. och Augustin Pyrame de Candolle, och fick sitt nu gällande namn av Ludwig Emanuel Schaerer. Lecidea atrobrunnea ingår i släktet Lecidea, och familjen Lecideaceae. Enligt den finländska rödlistan är arten otillräckligt studerad i Finland. Arten är reproducerande i Sverige. Artens livsmiljö är klippor (inklusive flyttblock).